# Maweke
Prema havajskim pojanjima, Maweke (ili Māweke; izgovor: [Maveke]) bio je plemić najvišeg ranga koji je živio u 11. stoljeću. Opisan je u legendama kao čarobnjak (ili svećenik; havajski kahuna) te kao Aliʻi (plemić) „plave krvi” (havajski plemić najvišeg ranga). Bio je predak plemića otoka Oahua.
Nije bio havajskog podrijetla, već je došao na Havaje s Tahitija te je bio slavan po svom poznavanju „crne magije”. Njegov je slavni predak bio Nanaulu.
Imena njegovih roditelja bila su Kekupahaikala (otac) i Maihikea (majka).
Kad je stigao na Oahu, Maweke je podigao hram bogu zvanom Kanaloa.
Maweke je oženio ženu imenom Naiolaukea (Naiolakea). Njihova su djeca:
- Mulielealiʻi
- Kaehunui
- Kalehenui[6]
- Keaunui, otac poglavarice Nuakee od Molokaija[7]
- Kamoeaulani